# تقریب پیرامحوری

خطای مرتبط با تقریب پیرامحوری. در این نمودار کسینوس با θ^{2}/2 - 1 تقریب شده است.

در اپتیک هندسی، تقریب پیرامحوری (به انگلیسی: paraxial approximation) یا تقریب پاراکسیال یک تقریب زاویه‌کوچک است که در اپتیک گاوسی و ردیابی پرتوی نور از طریق یک سامانه نوری (مانند عدسی) استفاده می‌شود.
پرتوی پیرامحوری پرتویی است که زاویه کوچکی (θ) نسبت به محور نوری سامانه ایجاد می‌کند و در سراسر سامانه نزدیک به محور قرار می‌گیرد. به‌طور کلی، این سه تقریب مهم (برای θ برحسب رادیان) را برای محاسبه مسیر پرتو اجازه می‌دهد، یعنی:
{\displaystyle \sin \theta \approx \theta ,\quad \tan \theta \approx \theta \quad {\text{and}}\quad \cos \theta \approx 1.}
تقریب پیرامحوری در اپتیک گاوسی و ردیابی پرتو مرتبه اول استفاده می‌شود. تحلیل ماتریس انتقال پرتو یکی از روش‌هایی است که از این تقریب استفاده می‌کند.
در برخی موارد به تقریب مرتبه‌دوم «پیرامحوری» نیز می‌گویند. تقریب‌های بالا برای سینوس و تانژانت برای تقریب پیرامحوری مرتبه‌دوم تغییر نمی‌کند (جمله دوم در بسط سری تیلور آنها صفر است)، در حالی که برای کسینوس تقریب مرتبه‌دوم است:
{\displaystyle \cos \theta \approx 1-{\theta ^{2} \over 2}\ .}
تقریب مرتبه‌دوم برای زوایای کمتر از ۱۰ درجه در ۰٫۵٪ دقیق است، اما عدم دقت آن به‌طور قابل توجهی برای زوایای بزرگتر افزایش می‌یابد.
برای زوایای بزرگتر، اغلب لازم است بین پرتوهای نصف‌النهار، که در صفحه ای حاوی محور نوری قرار دارند، و پرتوهای شعاعی که چنین نیستند، تمایز قائل شد.
استفاده از تقریب‌های زاویه کوچک، توابع مثلثاتی بی‌بُعد را با زاویه‌های رادیان جایگزین می‌کند. در تحلیل ابعادی در معادلات اپتیک رادیان‌ها بی‌بُعد هستند و بنابراین می‌توان آنها را نادیده گرفت.